# 穆尼尔·达尔
穆尼尔·达尔（1935年3月28日—2011年6月1日），巴基斯坦男子曲棍球运动员。他曾代表巴基斯坦参加1956年、1960年和1964年夏季奥林匹克运动会曲棍球比赛。